# چاپ آکواتنت

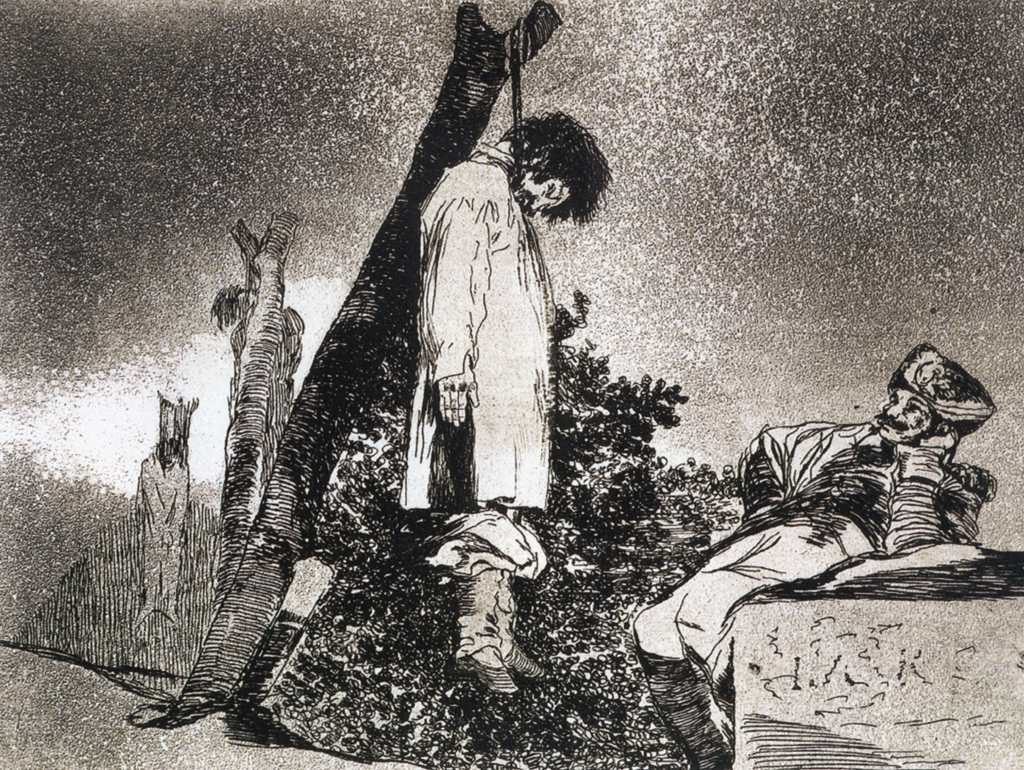
نمونه‌ای از چاپ آکواتینت اثر فرانسیسکو گویا از مجموعه بلایای جنگ

چاپ آکواتِنت (به انگلیسی: Aquatint) یا چاپ تیزابی سایه دار یا چاپ آب مرکبی یک شیوه‌ی چاپ دستی از خانواده چاپ فلزی و از دسته‌ی چاپ گود می‌باشد. در این چاپ سطح لوح فلزی از ماده عایق تیزاب به صورت متخلخل پوشیده می‌شود و پس از کندن نقش روی غشای عایق، لوح در چند مرحله در معرض تیزاب قرار می‌گیرد تا هرجایی از فلز که با درجات مختلفی عایق نیست توسط اسید گود شود. سپس از طریق مالیدن ماده‌ی چاپ شونده به کلیشه، قسمتهایی که گود است به خود مرکب می‌گیرد و قابل چاپ می‌باشد. به دلیل اینکه نتیجه‌ی کار شبیه به تکنیک آبرنگ است به آن آبرنگنما نیز می‌گویند.